# President de la República de Xile

Bandera del president de Xile

El President de la República de Xile és el cap d'estat i del govern de Xile i la seva màxima autoritat política. Li correspon el govern i l'administració de l'Estat.
Orgànicament, el càrrec de President de Xile substitueix el de Director Suprem.
D'acord amb la Constitució, el President té el deure d'exercir fidelment el seu càrrec, mantenir la independència de la nació i guardar i fer guardar la Constitució i les lleis, tal com ho senyala el jurament o promesa que realitza a l'assumir les seves funcions.
Des de l'11 de març de 2022, el President de Xile és el Senyor Gabriel Boric Font.

## Presidents de Xile
| President                       | President                      | Inici                  | Final                    | Càrrec                                                     | Càrrec                                               |
| ------------------------------- | ------------------------------ | ---------------------- | ------------------------ | ---------------------------------------------------------- | ---------------------------------------------------- |
| Manuel Blanco Encalada          | Manuel Blanco Encalada         | 9 de juliol de 1826    | 9 de setembre de 1826    | President Provisional de la República                      | Elecció                                              |
| Agustín Eyzaguirre Arechavala   | Agustín Eyzaguirre Arechavala  | 9 de setembre de 1826  | 25 de gener de 1827      | Vicepresident (President Interí)                           | Vicepresident (President Interí)                     |
| Ramón Freire Serrano            | Ramón Freire Serrano           | 25 de gener de 1827    | 15 de febrer de 1827     | President Provisional                                      | President Provisional                                |
| Ramón Freire Serrano            | Ramón Freire                   | 15 de febrer de 1827   | 8 de maig de 1827        | President de la República                                  | Elecció                                              |
| Francisco Antonio Pinto Díaz    | Francisco Antonio Pinto Díaz   | 8 de maig de 1827      | 16 de juliol de 1829     | Vicepresident (President Interí)                           | Vicepresident (President Interí)                     |
| Francisco Ramón Vicuña          | Francisco Ramón Vicuña         | 16 de juliol de 1829   | 19 d'octubre de 1829     | President Delegat                                          | President Delegat                                    |
| Francisco Antonio Pinto Díaz    | Francisco Antonio Pinto Díaz   | 19 d'octubre de 1829   | 2 de novembre de 1829    | President de la República                                  | Elecció                                              |
| Francisco Ramón Vicuña          | Francisco Ramón Vicuña         | 2 de novembre de 1829  | 7 de desembre de 1829    | Vicepresident (President Interí)                           | Vicepresident (President Interí)                     |
| Acefalia                        | Acefalia                       | 7 de desembre de 1829  | 24 de desembre de 1829   | —                                                          | Guerra Civil                                         |
| José Tomás Ovalle Bezanilla     | José Tomás Ovalle Bezanilla    | 24 de desembre de 1829 | 18 de febrer de 1830     | President de la Junta de Govern                            | President de la Junta de Govern                      |
| Francisco Ruiz-Tagle Portales   | Francisco Ruiz-Tagle Portales  | 18 de febrer de 1830   | 1 d'abril de 1830        | President Provisional                                      | President Provisional                                |
| José Tomás Ovalle Bezanilla     | José Tomás Ovalle Bezanilla    | 1 d'abril de 1830      | †21 de març de 1831      | Vicepresident (President Provisional)                      | Vicepresident (President Provisional)                |
| Fernando Errázuriz Aldunate     | Fernando Errázuriz Aldunate    | 8 de març de 1831      | 22 de març de 1831       | Vicepresident Accidental (President Provisional)           | Vicepresident Accidental (President Provisional)     |
| Fernando Errázuriz Aldunate     | Fernando Errázuriz Aldunate    | 22 de març de 1831     | 18 de setembre de 1831   | Vicepresident (President Provisional)                      | Vicepresident (President Provisional)                |
| José Joaquín Prieto Vial        | José Joaquín Prieto Vial       | 18 de setembre de 1831 | 18 de setembre de 1836   | President de la República                                  | Elecció                                              |
| José Joaquín Prieto Vial        | José Joaquín Prieto Vial       | 18 de setembre de 1836 | 18 de setembre de 1841   | President de la República                                  | Reelecció                                            |
| Manuel Bulnes Prieto            | Manuel Bulnes Prieto           | 18 de setembre de 1841 | 18 de setembre de 1846   | President de la República                                  | Elecció                                              |
| Manuel Bulnes Prieto            | Manuel Bulnes Prieto           | 18 de setembre de 1846 | 18 de setembre de 1851   | President de la República                                  | Reelecció                                            |
| Manuel Montt Torres             | Manuel Montt Torres            | 18 de setembre de 1851 | 18 de setembre de 1856   | President de la República                                  | Elecció                                              |
| Manuel Montt Torres             | Manuel Montt Torres            | 18 de setembre de 1856 | 18 de setembre de 1861   | President de la República                                  | Reelecció                                            |
| José Joaquín Pérez Mascayano    | José Joaquín Pérez             | 18 de setembre de 1861 | 18 de setembre de 1866   | President de la República                                  | Elecció                                              |
| José Joaquín Pérez Mascayano    | José Joaquín Pérez             | 18 de setembre de 1866 | 18 de setembre de 1871   | President de la República                                  | Reelecció                                            |
| Federico Errázuriz Zañartu      | Federico Errázuriz Zañartu     | 18 de setembre de 1871 | 18 de setembre de 1876   | President de la República                                  | Elecció                                              |
| Aníbal Pinto Garmendia          | Aníbal Pinto                   | 18 de setembre de 1876 | 18 de setembre de 1881   | President de la República                                  | Elecció                                              |
| Domingo Santa María González    | Domingo Santa María González   | 18 de setembre de 1881 | 18 de setembre de 1886   | President de la República                                  | Elecció                                              |
| José Manuel Balmaceda Fernández | José Manuel Balmaceda          | 18 de setembre de 1886 | 29 d'agost de 1891       | President de la República                                  | Elecció                                              |
| Manuel Baquedano González       | Manuel Baquedano González      | 29 d'agost de 1891     | 31 d'agost de 1891       | Cap del Govern Provisional de Xile                         | Guerra Civil                                         |
| Jorge Montt Álvarez             | Jorge Montt Álvarez            | 31 d'agost de 1891     | 26 de desembre de 1891   | President de la Junta de Govern d'Iquique                  | President de la Junta de Govern d'Iquique            |
| Jorge Montt Álvarez             | Jorge Montt                    | 26 de desembre de 1891 | 18 de setembre de 1896   | President de la República                                  | Elecció                                              |
| Federico Errázuriz Echaurren    | Federico Errázuriz Echaurren   | 18 de setembre de 1896 | † 12 de juliol de 1901   | President de la República                                  | Elecció                                              |
| Aníbal Zañartu                  | Aníbal Zañartu                 | 12 de juliol de 1901   | 18 de setembre de 1901   | Vicepresident                                              | Vicepresident                                        |
| Germán Riesco Errázuriz         | Germán Riesco                  | 18 de setembre de 1901 | 18 de setembre de 1906   | President de la República                                  | Elecció                                              |
| Pedro Montt Montt               | Pedro Montt                    | 18 de setembre de 1906 | † 16 d'agost de 1910     | President de la República                                  | Elecció                                              |
| Elías Fernández Albano          | Elías Fernández Albano         | 16 d'agost de 1910     | † 6 de setembre de 1910  | Vicepresident                                              | Vicepresident                                        |
| Emiliano Figueroa Larraín       | Emiliano Figueroa Larraín      | 6 de setembre de 1910  | 23 de desembre de 1910   | Vicepresident                                              | Vicepresident                                        |
| Ramón Barros Luco               | Ramón Barros Luco              | 23 de desembre de 1910 | 23 de desembre de 1915   | President de la República                                  | Elecció                                              |
| Juan Luis Sanfuentes Andonaegui | Juan Luis Sanfuentes           | 23 de desembre de 1915 | 23 de desembre de 1920   | President de la República                                  | Elecció                                              |
| Arturo Alessandri Palma         | Arturo Alessandri Palma        | 23 de desembre de 1920 | 12 de setembre de 1924   | President de la República                                  | Elecció                                              |
| Luis Altamirano Talavera        | Luis Altamirano Talavera       | 12 de setembre de 1924 | 23 de gener de 1925      | President de la Junta de Govern                            | Cop d'estat                                          |
| Pedro Pablo Dartnell            | Pedro Pablo Dartnell           | 23 de gener de 1925    | 27 de gener de 1925      | President de la Junta de Govern                            | Cop d'estat                                          |
| Emilio Bello Codecido           | Emilio Bello Codecido          | 27 de gener de 1925    | 12 de març de 1925       | President de la Junta de Govern                            | President de la Junta de Govern                      |
| Arturo Alessandri Palma         | Arturo Alessandri Palma        | 12 de març de 1925     | 1 d'octubre de 1925      | President de la República                                  | President de la República                            |
| Luis Barros Borgoño             | Luis Barros Borgoño            | 1 d'octubre de 1925    | 23 de desembre de 1925   | Vicepresident                                              | Vicepresident                                        |
| Emiliano Figueroa Larraín       | Emiliano Figueroa Larraín      | 23 de desembre de 1925 | 10 de maig de 1927       | President de la República                                  | Elecció                                              |
| Carlos Ibáñez del Campo         | Carlos Ibáñez del Campo        | 10 de maig de 1927     | 21 de juliol de 1927     | Vicepresident                                              | Vicepresident                                        |
| Carlos Ibáñez del Campo         | Carlos Ibáñez del Campo        | 21 de juliol de 1927   | 26 de juliol de 1931     | President de la República                                  | Elecció                                              |
| Pedro Opazo Letelier            | Pedro Opazo Letelier           | 26 de juliol de 1931   | 27 de juliol de 1931     | Vicepresident                                              | Vicepresident                                        |
| Juan Esteban Montero Rodríguez  | Juan Esteban Montero Rodríguez | 27 de juliol de 1931   | 3 de setembre de 1931    | Vicepresident                                              | Vicepresident                                        |
| Manuel Trucco Franzani          | Manuel Trucco Franzani         | 3 de setembre de 1931  | 15 de novembre de 1931   | Vicepresident                                              | Vicepresident                                        |
| Juan Esteban Montero Rodríguez  | Juan Esteban Montero Rodríguez | 15 de novembre de 1931 | 4 de desembre de 1931    | Vicepresident                                              | Vicepresident                                        |
| Juan Esteban Montero Rodríguez  | Juan Esteban Montero Rodríguez | 4 de desembre de 1931  | 4 de juny de 1932        | President de la República                                  | Elecció                                              |
| Arturo Puga                     | Arturo Puga                    | 4 de juny de 1932      | 16 de juny de 1932       | President de la Junta de Govern de la República Socialista | Cop d'estat                                          |
| Carlos Dávila Espinoza          | Carlos Dávila Espinoza         | 16 de juny de 1932     | 8 de juliol de 1932      | President Junta de Govern de la República Socialista       | President Junta de Govern de la República Socialista |
| Carlos Dávila Espinoza          | Carlos Dávila Espinoza         | 8 de juliol de 1932    | 13 de setembre de 1932   | President Provisional de la República Socialista           | President Provisional de la República Socialista     |
| Bartolomé Blanche               | Bartolomé Blanche              | 13 de setembre de 1932 | 2 d'octubre de 1932      | President Provisional de la República Socialista           | President Provisional de la República Socialista     |
| Abraham Oyanedel Urrutia        | Abraham Oyanedel Urrutia       | 2 d'octubre de 1932    | 24 de desembre de 1932   | Vicepresident                                              | Vicepresident                                        |
| Arturo Alessandri Palma         | Arturo Alessandri Palma        | 24 de desembre de 1932 | 24 de desembre de 1938   | President de la República                                  | Elecció                                              |
| Pedro Aguirre Cerda             | Pedro Aguirre Cerda            | 24 de desembre de 1938 | † 25 de novembre de 1941 | President de la República                                  | Elecció                                              |
| Jerónimo Méndez Arancibia       | Jerónimo Méndez Arancibia      | 25 de novembre de 1941 | 2 d'abril de 1942        | Vicepresident                                              | Vicepresident                                        |
| Juan Antonio Ríos Morales       | Juan Antonio Ríos Morales      | 2 d'abril de 1942      | † 27 de juny de 1946     | President de la República                                  | Elecció                                              |
| Alfredo Duhalde Vásquez         | Alfredo Duhalde Vásquez        | 27 de juny de 1946     | 3 d'agost de 1946        | Vicepresident                                              | Vicepresident                                        |
| Vicente Merino Bielich          | Vicente Merino Bielich         | 3 d'agost de 1946      | 13 d'agost de 1946       | Vicepresident                                              | Vicepresident                                        |
| Alfredo Duhalde Vásquez         | Alfredo Duhalde Vásquez        | 13 d'agost de 1946     | 17 d'octubre de 1946     | Vicepresident                                              | Vicepresident                                        |
| Juan Antonio Iribarren          | Juan Antonio Iribarren         | 17 d'octubre de 1946   | 3 de novembre de 1946    | Vicepresident                                              | Vicepresident                                        |
| Gabriel González Videla         | Gabriel González Videla        | 3 de novembre de 1946  | 3 de novembre de 1952    | President de la República                                  | Elecció                                              |
| Carlos Ibáñez del Campo         | Carlos Ibáñez del Campo        | 3 de novembre de 1952  | 3 de novembre de 1958    | President de la República                                  | Elecció                                              |
| Jorge Alessandri Rodríguez      | Jorge Alessandri Rodríguez     | 3 de novembre de 1958  | 3 de novembre de 1964    | President de la República                                  | Elecció                                              |
| Eduardo Frei Montalva           | Eduardo Frei Montalva          | 3 de novembre de 1964  | 3 de novembre de 1970    | President de la República                                  | Elecció                                              |
| Salvador Allende Gossens        | Salvador Allende               | 3 de novembre de 1970  | † 11 de setembre de 1973 | President de la República                                  | Elecció                                              |
| Augusto Pinochet Ugarte         | Augusto Pinochet               | 11 de setembre de 1973 | 27 de juny de 1974       | President de la Junta de Govern                            | Cop d'estat                                          |
| Augusto Pinochet Ugarte         | Augusto Pinochet               | 27 de juny de 1974     | 17 de desembre de 1974   | Cap Suprem de la Nació                                     | Cop d'estat                                          |
| Augusto Pinochet Ugarte         | Augusto Pinochet               | 17 de desembre de 1974 | 11 de març de 1981       | President de la República                                  | Cop d'estat                                          |
| Augusto Pinochet Ugarte         | Augusto Pinochet               | 11 de març de 1981     | 11 de març de 1990       | President de la República                                  | Plebiscit                                            |
| Patricio Aylwin Azócar          | Patricio Aylwin                | 11 de març de 1990     | 11 de març de 1994       | President de la República                                  | Elecció                                              |
| Eduardo Frei Ruiz-Tagle         | Eduardo Frei Ruiz-Tagle        | 11 de març de 1994     | 11 de març de 2000       | President de la República                                  | Elecció                                              |
| Ricardo Lagos Escobar           | Ricardo Lagos Escobar          | 11 de març de 2000     | 11 de març de 2006       | President de la República                                  | Elecció                                              |
| Michelle Bachelet Jeria         | Michelle Bachelet              | 11 de març de 2006     | 11 de març de 2010       | Presidenta de la República                                 | Elecció                                              |
| Sebastián Piñera Echenique      | Sebastián Piñera               | 11 de març de 2010     | 11 de març de 2014       | President de la República                                  | Elecció                                              |
| Michelle Bachelet Jeria         | Michelle Bachelet              | 11 de març de 2014     | 11 de març de 2018       | Presidenta de la República                                 | Elecció                                              |
| Sebastián Piñera Echenique      | Sebastián Piñera               | 11 de març de 2018     | 11 de març de 2022       | President de la República                                  | Elecció                                              |
| Gabriel Boric Font              | Gabriel Boric                  | 11 de març de 2022     | -                        | President de la República                                  | Elecció                                              |

### Codis
- En negreta, els titulars que exerciren de forma efectiva el càrrec de President.
- En cursiva, els que exerciren el càrrec de forma interina o momentània.
- † indica que el mandat acabà amb la mort del titular.